# Yoná Ibn Yanáh

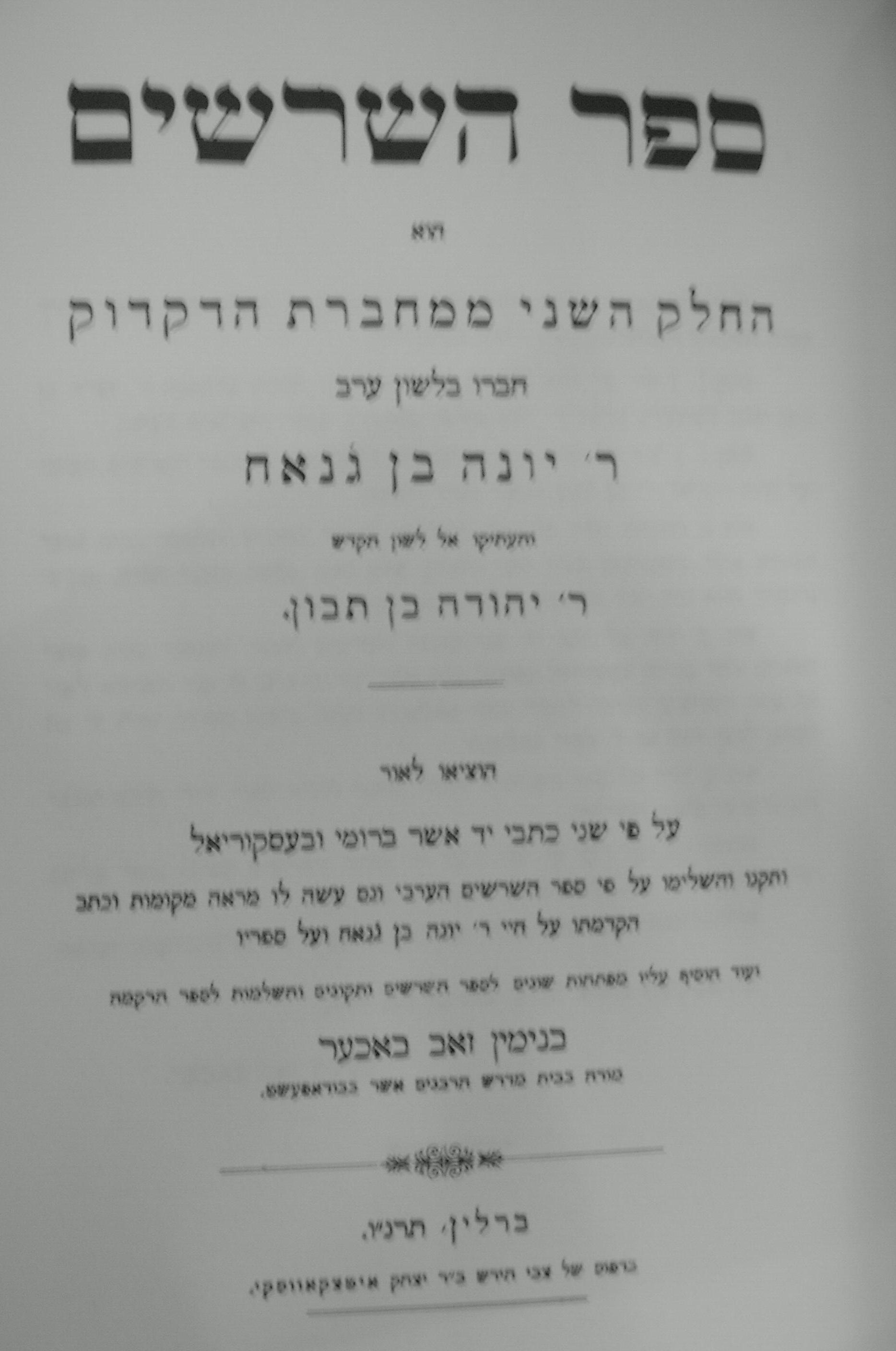
Copertina del Sefer Hashorashim, traduzione ebraica del Kitab a il-usul (edizione Berlino, 1897), uno dei principali lavori di Yoná ibn Yanáh

Yoná ibn Yanáh in ebraico originale in arabo أبو الوليد مروان بن جناح‎? יונה אבן ג'נאח, Abu-l-Walid Marwan ibn Yannah (Cordova, 985 circa – Saragozza, 1050) è stato un grammatico, medico, scrittore e farmacologo arabo di origine ebraico-ispanica.

## Biografia
Anche se nato a Cordova, studiò a Lucena, la città più ebraica di tutta la Spagna musulmana, centro culturale e commerciale di enorme importanza, con Ishaq ibn Chicatella, della scuola di M'nahem. Si crede sia stato discepolo di Yehudá ibn Daud, mentore di quella stessa scuola. Seguendo le orme di questi grammatici e dei loro predecessori, riuscì ad elevare la scienza grammatica e lessicografica all'apice del suo splendore.
Dopo un pericoloso peregrinare causato dalle turbolenze delle lotte berbere per il potere alla fine del Califfato di Cordova, la cosiddetta Fitna di al-Andalus, si trasferì come dottore nella Taifa di Saragozza, alla corte dei tugibidi, intorno all'anno 1012. Lì, protetto da quei sovrani amanti della cultura, si dedicò alla sua ricerca linguistica.
(Yoná Ibn Yanáh)
Con questo si riferiva alle lampade ad olio che illuminavano le sue letture notturne. 
La sua prima opera, al-Mustalha (Complemento), è una critica e contemporaneamente un'espansione dell'opera di David Hayyuj, fondatore sugli studi sistematici della grammatica ebraica. La sua ultima opera, Kitab al-Tashwir (Il libro della confutazione), è andata persa nella sua maggiore parte. Scrisse soltanto in arabo e tutta la sua opera ha soggetto grammaticale o lessicografico, salvo un breve opuscolo, attribuito, sulla medicina. Tra diverse opere minori preparatorie o controverse contro i seguaci degli insegnamenti grammaticali di Samuel Ibn Nagrella o di lui stesso, spicca soprattutto il Kitab al-tanqih (Libro di indagine in dettaglio), che è diviso in due parti: il Kitab al-luma (Il libro dei pensili o aiuole dai mille colori) e il Kitab al-usul (Il libro delle radici). Il primo si concentra sulla grammatica dell'ebraico, il secondo sul dizionario. 
Il Libro de los pensiles è un trattato sistematico di fonetica, morfologia e sintassi; il Libro de las raíces, è un dizionario o un thesaurus lessicografico dell'ebraico biblico. Queste due opere furono tradotte in ebraico da Yehudá ibn Tibbón, nel XII secolo, con i titoli di Libro del recamado e Libro de las raíces, ma ci sono quattro diverse traduzioni in ebraico, che già mostrano l'importanza dell'opera e l'interesse che aveva suscitato. Avanzando nel tempo, utilizzò metodi chiaramente comparativi, cioè spiegò fenomeni tipici dell'ebraico, confrontandoli con quelli simili in altre lingue semitiche (arabo e aramaico). Il suo lavoro ha lasciato un segno profondo su tutta la linguistica ebraica medievale e molte delle sue opinioni sopravvivono ancora oggi. 
Il temperamento di Yanáh era aspro con i falsi studiosi. Non era dotato di "numen" poetico, ma si commuoveva quando, a causa del suo fervore investigativo, trovava una nuova interpretazione nel Tanakh, che lesse otto volte a fini di critica grammaticale e testuale, sempre sulla base dell'interpretazione letterale, oppure quando trovava un'idea originale nella grammatica. Quella era tutta la sua vita: quella di un filologo. È stato giustamente considerato "il più grande ebraico medievale" e "principe dei grammatici".

## Opere

### Opuscoli polemici
- Kitab a il-mustalhig ("Libro complementare")
- Risala a il-tanbih ("Carta della pubblicità")
- Kitab a il-taqrib wa-a il-tashil ("Libro per azzeccare e facilitare")
- Kitab a il-tasuiya ("Libro della raddrizzatura")
- Kitab a il-tasuir ("Libro di ammonizioni")

### Opere maggiori
- Kitab a il-tanqih o "Libro della critica", in ebraico Séfer c'è-diqdûq, "Libro della ricerca minuziosa", in due parti:
  - Kitab a il-luma ("Libro dei pensili", grammatica ragionata e completa in 46 capitoli su morfología, fonetica e problemi grammaticali, sintattici ed esegetici della lingua ebraica, con opinioni su centinaia di passaggi difficili e controversi di testi sacri sempre basati sull'interpretazione letterale)
  - Kitab a il'usul ("Libro delle radici", dizionario ebraico etimologico con una moltitudine di testi delle Sacre Scritture).

### Medicina e farmacologia
- Kitāb a il-Taljīṣ ("Libro dell'estratto"). Dizionario di nomi di piante e medicine. Conosciuto anche come Kitāb Tafsīr a il-adwiya (Libro di commento sui farmaci), o Tarŷamat a il-adwiya a il-mufrada (Libro dell'interpretazione dei farmaci semplici). È un'opera andata perduta.